# Exe2bin
在DOS系統中，exe2bin是MS-DOS和其他操作系统上可用编译后命令行实用程序，以將DOS MZ可执行文件轉換爲COM文件。

## 概述
MS-DOS平台的早期编译器和链接器无法直接生成可执行的COM 文件。相反，编译器会输出一个带有重定位信息的DOS MZ可执行文件。如果在这样的 EXE 文件中将所有X86記憶體區段设置为相同，那么exe2bin可以将其转换为 COM 文件。 exe2bin还可用于转换已编译的代码，使其适合作为BIOS或设备驱动程序的一部分嵌入到 ROM 中。

## 可用性
该命令包含在 MS/DOS 版本 1 到 3.1 中，作为标准分发的一部分。在 3.2 版本中包含的版本不允许其在除 3.2 之外的任何版本上运行。对于下一个版本 3.3，DOS 磁盘上没有 EXE2BIN。 相反，IBM 以 DOS 技术参考的形式单独销售该程序，但需额外付费。IBM 还添加了代码来检查版本。PC Magazine发布了一个修补以讓其在 3.2 或更高版本中可用。
无论如何，它在 3.2 之后在基础价格購買中可用；对于版本 6，它位于补充磁盘上。在 1980 年代，该程序还随 MS-DOS 的许多语言编译器一起分发，并包含在某些版本的IBM PC DOS中。
PTS-DOS，DR DOS 6.0和Datalight ROM-DOS 也包括exe2bin命令的实现。
该命令在FreeDOS中也可用。此实现在Sybase Open Watcom Public License下获得许可。
Windows XP和更高版本包括用于MS-DOS 子系统的exe2bin和其他16 位命令（非本地），以保持 MS-DOS 兼容性。然而，16 位 MS-DOS 子系统命令在64 位版本的 Windows 上不可用。